# Platycopia sarsi
Platycopia sarsi is een eenoogkreeftjessoort uit de familie van de Platycopiidae. De wetenschappelijke naam van de soort is voor het eerst geldig gepubliceerd in 1946 door Wilson M.S..